# 安娜·路易絲·斯特朗

毛泽东与安娜·路易丝·斯特朗，1967年

安娜·路易丝·斯特朗（英語：Anna Louise Strong，1885年11月24日—1970年3月29日），美国左派作家、记者。以其对共产主义运动和親苏联及中华人民共和国的报道与支持最为著名。

## 生平
1885年11月24日生于内布拉斯加州边陲小城费伦德城。1905年毕业于欧柏林学院，1908年毕业于芝加哥大学获哲学博士。1918年—1920年担任西雅图工会刊物的编辑。
1921年去蘇聯莫斯科，创办《莫斯科新闻》，向世界介绍苏联。
斯特朗一生6次到中国旅行、采访。安娜·路易丝·斯特朗1925年第一次到中国，报道省港大罢工实况，采访了罢工领导人苏兆征。
1927年第二次到中国，由上海经汉口，深入湖南农村采访，写下《千千万万的中国人》一书。
抗日战争期间又两次访问中国，第一次由香港到达武汉，年末前往山西南部的八路军总部进行采访。报道中国共产党参加抗战的史实，写成《人类的五分之一》一书。第二次在1940年末访问重庆，采访蒋介石和周恩来。
1946年第5次到中国访问了延安。在延安会见了中國共產黨主席毛泽东。1949年在苏联被指控为美国间谍与米哈伊尔·马尔科维奇·鲍罗廷一同被捕。1955年指控被撤销。1958年取回护照。

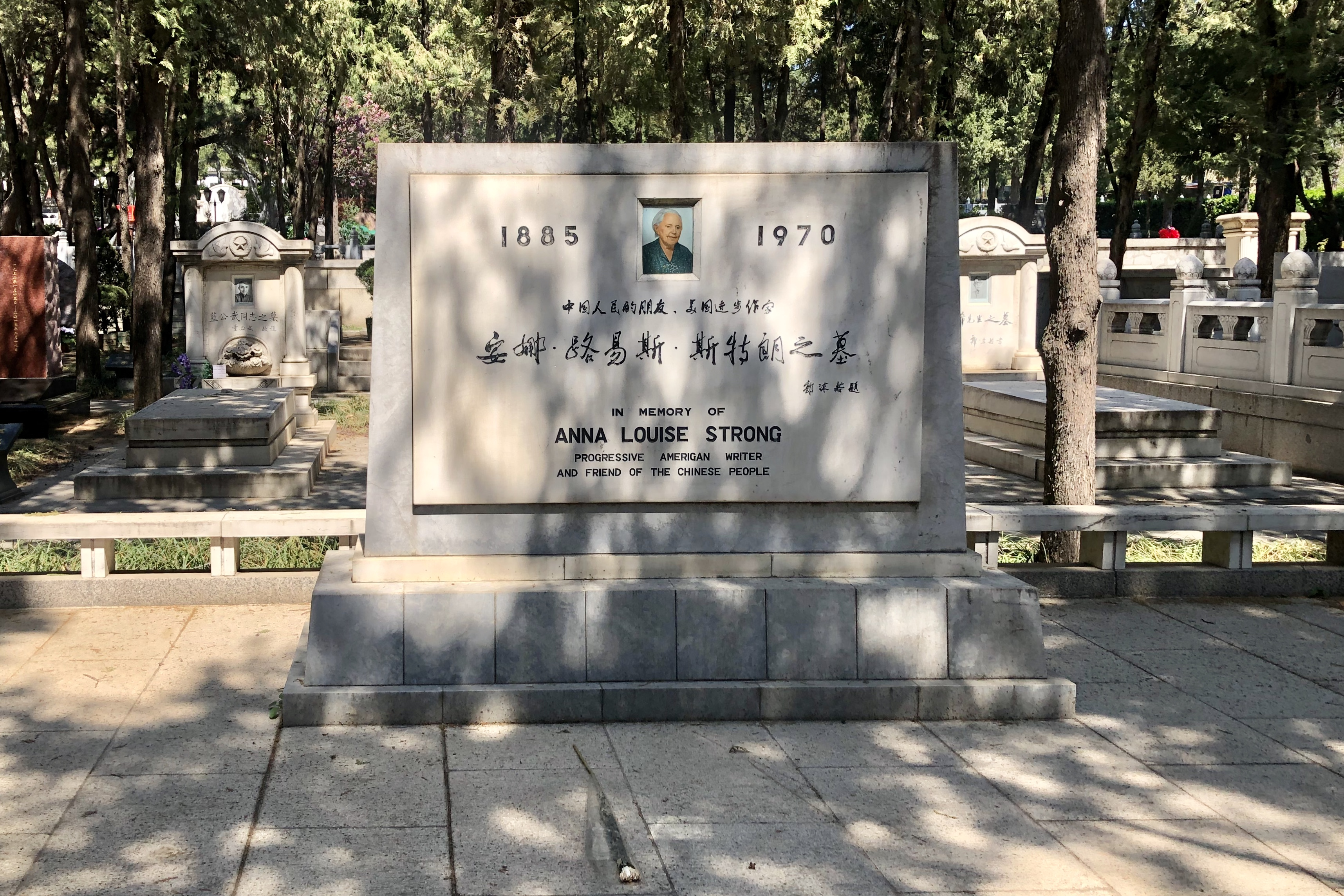
斯特朗之墓，位于北京八宝山革命公墓

1958年第6次到中国，並定居北京，时年72岁。之后主编《中国通讯》。她一生写了大量新闻报道和30多部著作，其中《中国的黎明》、《中国人征服中国》等书在世界各国产生了很大影响。1970年3月29日因心脏病在北京逝世。
斯特朗与埃德加·斯诺、艾格尼丝·史沫特莱被并称为“3S”。1984年，中国曾专门成立“中国三S研究会”（后改名为“中国国际友人研究会”），邓颖超任名誉会长，黄华任会长。

## 著作
- 斯特朗文集（一） 换了人间，1937，中文版1988新华出版社
- 斯特朗文集（二）千千万万中国人
- 斯特朗文集（三）人类的五分之一中国人征服中国
- 安娜·路易斯·斯特朗回忆录，中文版三联书店
- 斯大林时代，1956，中文版1979世界知识出版社